# Новий Кавенчин (Лодзинське воєводство)
Новий Кавенчин (пол. Nowy Kawęczyn) — село в Польщі, у гміні Новий Кавенчин Скерневицького повіту Лодзинського воєводства.
Населення — 111 осіб (2011).
У 1975-1998 роках село належало до Скерневицького воєводства.

## Демографія
Демографічна структура станом на 31 березня 2011 року:
|          | Загалом | Допрацездатний вік | Працездатний вік | Постпрацездатний вік |
| -------- | ------- | ------------------ | ---------------- | -------------------- |
| Чоловіки | 55      | 14                 | 36               | 5                    |
| Жінки    | 56      | 13                 | 25               | 18                   |
| Разом    | 111     | 27                 | 61               | 23                   |